# AMC Spirit
AMC Spirit var en personbil från American Motors Corporation (AMC) som tillverkades 1979–1983.